# Konrad I. (Luxemburg)

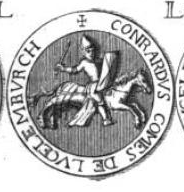
Siegel von Graf Konrad I. von Luxemburg

Konrad I. (* um 1040; † 8. August 1086) war von 1059 bis 1086 Graf von Luxemburg. Er war der Erstgeborene des Grafen Giselbert.

## Leben

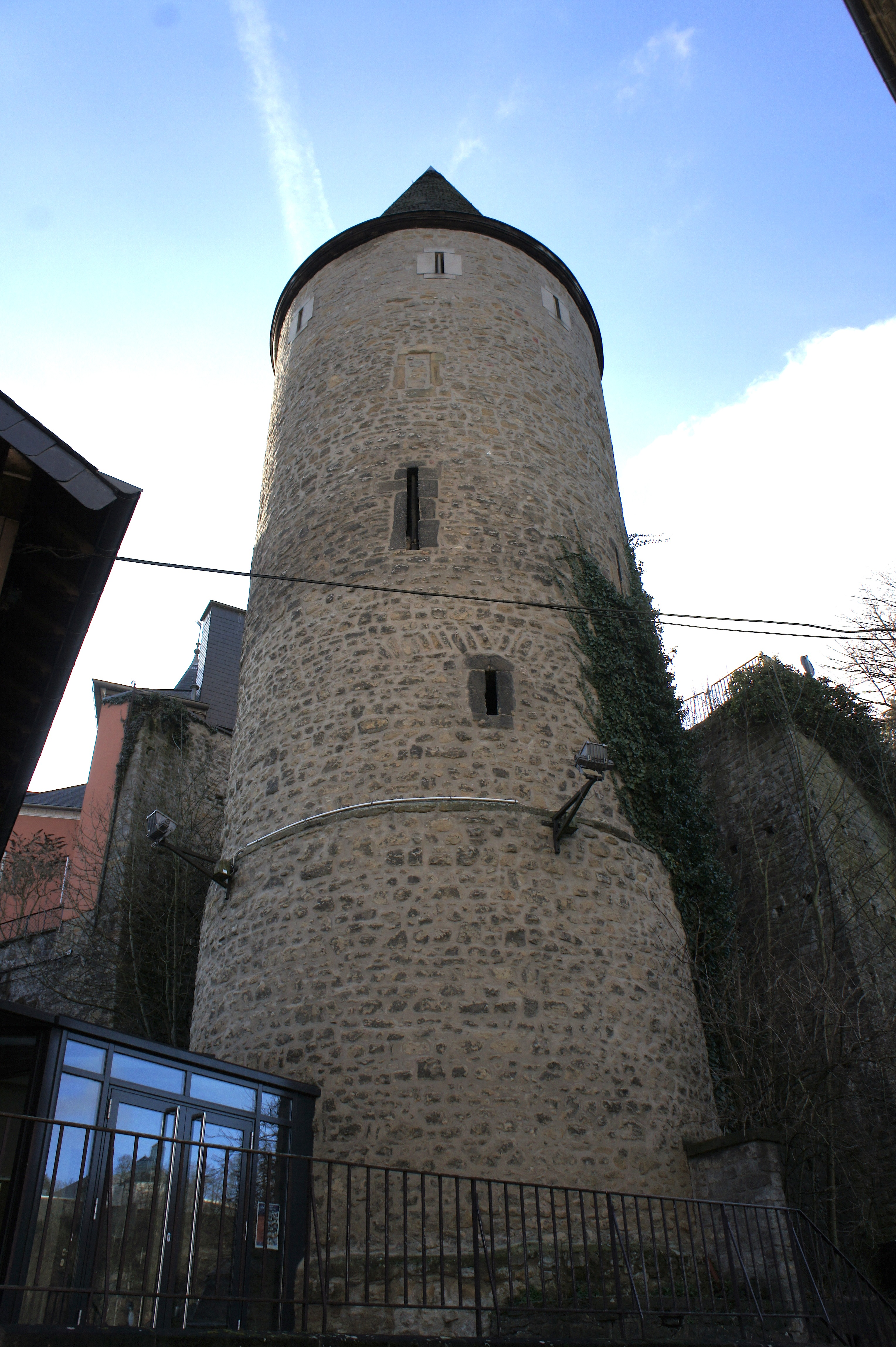
Einziger noch stehender Turm der 1083 gegründeten Abtei Altmünster, Grablege der Grafen von Luxemburg; zerstört unter Franz I.

Konrad I. folgte seinem Vater als regierender Graf von Luxemburg im Jahre 1059 nach dem Tode seines Vaters. Eine seiner ersten (bekannten) Taten war, dass er den Erzbischof Eberhard von Trier gefangen genommen und ihn auf die Burg Lucilinburhuc gebracht haben soll. Daraufhin wurde er von Papst Nikolaus II. mit dem Kirchenbann belegt.
Am 6. Juli 1083 gründete Konrad die Benediktinerabtei Abtei Altmünster („Almënster“) in Luxemburg (Stadt). Er schenkte dem Kloster fünf Meierhöfe, das Fischereirecht an der Péitruss und an der Uelzecht, und für die Mühle an der Urecht Bau- und Brennholz aus dem Grengewald.
1085 zog er ins Heilige Land. Er starb 1086 während der Rückreise in Italien. Sein Leichnam wurde 1090 auf die Luxemburg verbracht und in der Krypta der Altmünsterabtei beigesetzt.

## Ehe und Nachkommen
Konrad war verheiratet mit Clémence von Poitiers, einer Tochter des Guillaume l’Aigret, Herzog von Aquitanien, aus der Familie der Ramnulfiden.
Kinder aus dieser und möglicherweise einer weiteren Ehe waren:
- Heinrich († 1096), als Heinrich III. Nachfolger seines Vaters als Graf von Luxemburg
- Wilhelm († 1129), Nachfolger seines Bruders Heinrich nach dessen Tod
- Ermesinde († 1141)

Als weitere Kinder werden in der Literatur genannt: Mathilde, Rudolf, Konrad und Adalbert.